# Drajinci
Drajinci (en serbe cyrillique : Драјинци ; en bulgare : Драинци) est un village de Serbie situé dans la municipalité de Surdulica, district de Pčinja. Au recensement de 2011, il comptait 53 habitants.

## Démographie

### Évolution historique de la population
| 1948 | 1953 | 1961 | 1971 | 1981 | 1991 | 2002 | 2011 |
| ---- | ---- | ---- | ---- | ---- | ---- | ---- | ---- |
| 633  | 596  | 419  | 354  | 235  | 135  | 78   | 53   |

|  |